# Nowa Polana (Myszyca)
Nowa Polana – polana na Myszycy w masywie Jasienia w Beskidzie Wyspowym. Pod względem administracyjnym należy do miejscowości Lubomierz w województwie małopolskim, w powiecie limanowskim, w gminie Mszana Dolna. Znajduje się na stoku, na wysokości około 800–860 m n.p.m. W 2017 r. jest nadal użytkowana rolniczo jako łąka i pastwisko.
Obok polany prowadzi szlak turystyczny. Polana jest duża, rozciągają się z niej widoki na Gorce, zwłaszcza na masywy Gorca, Jaworzynki i Kudłonia. Na środku polany stoi niewielki szałas. W latach 60. XX wieku Polska Akademia Nauk prowadziła na polanach Myszycy szczegółowe obserwacje pasterstwa.

## Szlak turystyczny
przełęcz Przysłop – Nowa Polana – Myszyca – przełęcz Przysłopek – Okolczyska – Miznówka – Jasień. Czas przejścia: 1:50 h, 1:15 h